# Helictotrichon macrostachyum
Helictotrichon macrostachyum är en gräsart som först beskrevs av Benedict Balansa, Ernest Saint-Charles Cosson och Guy Durrieu, och fick sitt nu gällande namn av Johannes Jan Theodoor Henrard. Helictotrichon macrostachyum ingår i släktet Helictotrichon och familjen gräs. Inga underarter finns listade i Catalogue of Life.